# Sims (Indiana)
Pour les articles homonymes, voir Sims.
Sims est une census-designated place située dans le comté de Grant, dans l’État de l'Indiana, aux États-Unis. Lors du recensement de 2020, elle compte 164 habitants.